# Zhao Yongbo
Zhao Yongbo (Chinees 赵永 勃, Pinyin Zhao Yǒngbó) (Meihekou, Tonghua, 1964) is een Chinese kunstenaar. Hij woont als een freelance schilder met zijn vrouw en kinderen in Krailling.

## Leven
Zhao Yongbo werd in 1964 in Hailong Township, Jilin Province, geboren. Deze bevindt zich in Manchuria, in het noordoosten van de Volksrepubliek China. 1982-1986 studeerde hij schilderkunst aan de Pedagogische Universiteit Noordoost-China in Changchun, de hoofdstad van de provincie Jilin. Van 1986 tot 1991 doceerde hij over westerse schilderkunst en kunstgeschiedenis. Hij behaalde zijn diploma als master student in 1998 na het voltooien van zijn studie aan de Academie voor Schone Kunsten in München met Robin Page. Sindsdien woont hij als freelance kunstenaar in München en China, waar hij ook hoogleraarschap heeft gekregen.
In 1987 ontving hij de eerste prijs 'All-Chinese Art Exhibition' in het Beijing Art Museum. In 1990 werd hij opgenomen in de "Great Encyclopedia of Chinese Visual Artists".

## Tentoonstellingen
Zhao heeft sinds 1990 doorlopend solotentoonstellingen en tentoonstellingen in galeries en musea in Duitsland, o. a. Cubus Kunsthalle, Duisburg; Erotic Art Museum, Hamburg; House of Art, München; Museum Galgenhaus, Stiftung Stadtmuseum Berlin, Berlijn.
- 2010: Rosenheim Museum, Offenbach am Main
- 2012: RAR Gallery, Berlijn, New York, Palo Alto (CA)
- 2013: Citadel Spandau / Bastion Crown Prince, Berlijn, niet alleen mooi
- 2014: Kallmann Museum, Ismaning, provocatie! Goya, Daumier, Yongbo Zhao - critici en spotters van hun tijd
- Werken in openbare collecties
- Museum Folkwang Essen